# Michal Stehlík

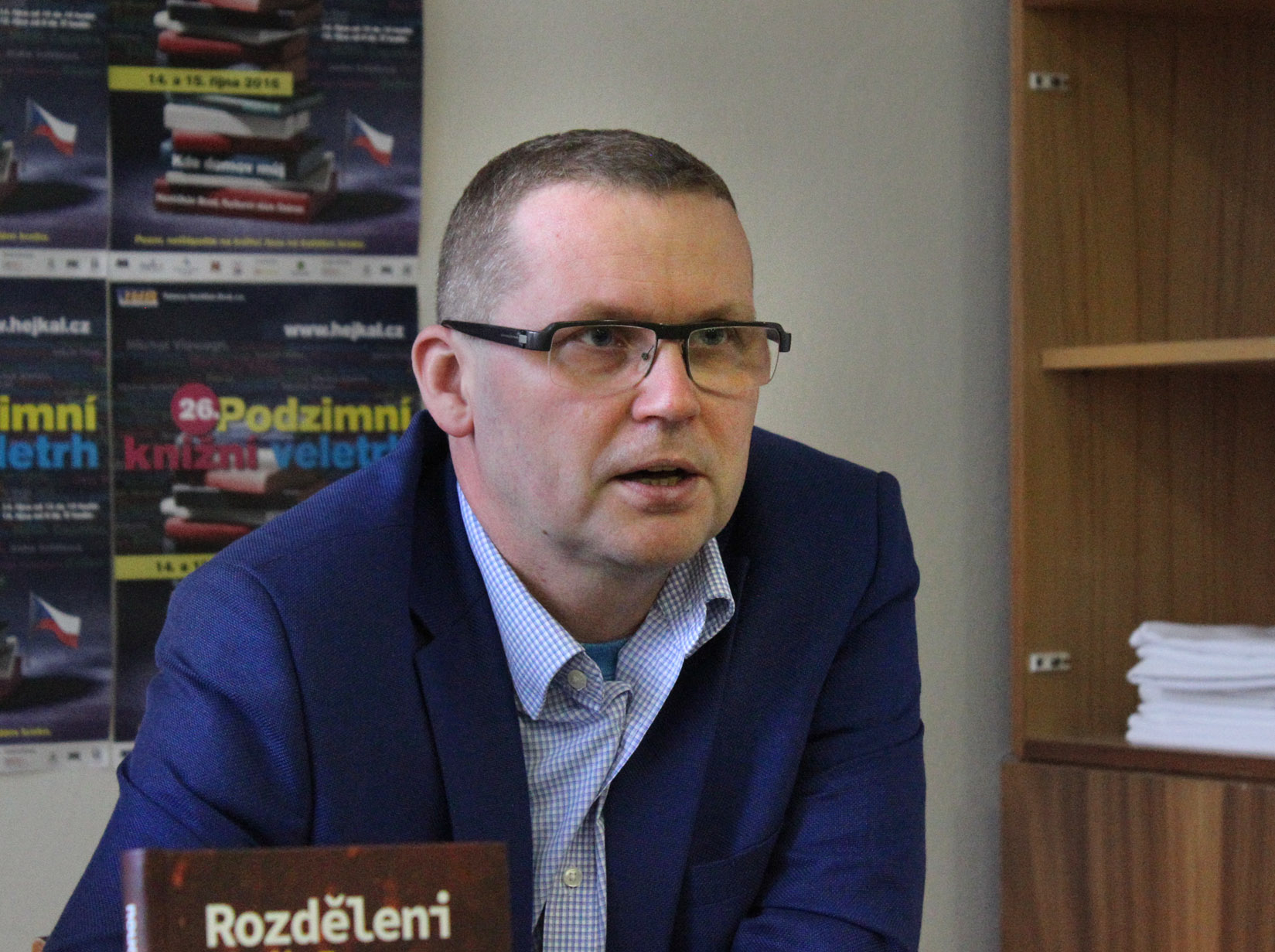
Michal Stehlík

Michal Stehlík (ur. 13 kwietnia 1976 w Třebíčy) – czeski historyk i słowacysta, pracownik Wydziału Filozoficznego Uniwersytetu Karola w Pradze, którego był dziekanem w latach 2006–2014. Zajmuje się głównie historią Czech XX wieku. W maju 2014 został wybrany przewodniczącym Rady Českého rozhlasu.

## Edukacja
W 1994 zdał maturę w gimnazjum w Dačicach. Magisterium w zakresie historia – słowacystyka uzyskał na Wydziale Filozoficznym Uniwersytetu Karola, gdzie w 2005 r. zdobył też tytuł Ph.D. W 2010 r. habilitował się na docenturę na Uniwersytecie Palackiego w Ołomuńcu.

## Kariera zawodowa
Michal Stehlík pracował w miejskim muzeum i galerii w Dačicach. W latach 2001–2002 pracował w wydziale centralnej ewidencji zbiorów Ministerstwa Kultury Republiki Czeskiej. W 2002 roku przeszedł do Muzeum Narodowego w Pradze, gdzie w następnym roku awansował na zastępcę dyrektora generalnego Michala Lukeša. W 2005 r. został wybrany dziekanem Wydziału Filozoficznego Uniwersytetu Karola, ponownie w listopadzie 2009 r.
W 2013 r. bez powodzenia startował w wyborach na rektora Uniwersytetu Karola.

## Prywatnie
Michal Stehlík jest żonaty, ma pięcioro dzieci.

## Publikacje
- Návrat paměti krajiny Staré Město pod Landštejnem, Staré Město pod Landštejnem 2000.
- Zapomenutý všední den – 20. století v zrcadle středoevropského regionu/Vergessene Lebenswelt – Verschwundener Alltag. Das 20. Jahrhundert im Spiegel einer mitteleuropäischen Region, (red. wspólnie z N. Perzim), Pomezí/Waidhofen 2001.
- Židé na Dačicku a Slavonicku 1670 – 1948, Dačice 2002.
- Dějiny Dačic, (kapitoly IX-XV), Dačice 2002.
- KSČ proti katolické církvi. Dačický okres 1948 – 1960, Dačice 2004.
- Fotbal! 1934 – 2004. Cesty úspěchů a proher, Národní muzeum, Praha 2004, (wspólnie z A. Ročkem i V. Scheinostem).
- Telč - město příběhů,(společně s J. Jabulkou), Telč 2005.
- Dačicko, Slavonicko, Telčsko, Vlastivěda moravská - edice Vysočina, kapitola Vývoj v období let 1914 - 1960, Brno 2005.
- Český Rudolec v bouřlivém půlstoletí 1918 - 1960, Dačice 2007.
- Naše osmičky. Československé dějiny 20. století v osmičkových předělech, Praha 2008, (wspólnie z M. Junkem i M. Lukešem).
- Österreich. Tschechien. Geteilt. Getrennt. Vereint. Niederösterreichische Landesausstellung 2009/Česko. Rakousko. Rozděleni. Odloučeni. Spojeni. Dolnorakouská zemská výstava 2009, (red. KARNER, S., STEHLÍK, M.), Schallaburg 2009.
- Češi a Slováci 1882-1914. Nezřetelnost společné cesty, Togga, Praha 2009.
- Tváře undergroundu, Radioservis, Praha 2012 (wspólnie z I. Denčevovą i F. Stárkem)
- Národnostní politika v Československu 1918–1938. Od státu národního ke státu národnostnímu, Praha 2012 (wspólnie z A. Tóthem i L. Novotným)
- Danica Valenová: Nic nedává, kdo nedá sám sebe. Deník 1945-1960, Praha 2012 (red. wspólnie z Lucią Stehlíkovą)
- Kreiského éra v Rakousku a období normalizace v ČSSR, (red. Sprengnagel, G., Stehlík, M.), Praha 2013.
- Fenomén Karel Kryl, Radioservis, Praha 2014 (wspólnie z I. Denčevovą i innymi)